# Gueto de Lajva
El gueto de Łachwa (o Lajva) fue un gueto de la Segunda Guerra Mundial creado por la Alemania nazi el 1 de abril de 1942, en la ciudad de Łachwa, en la Polonia oriental (ahora Lajva, Bielorrusia), con el objetivo de perseguir, aterrorizar y explotar a los judíos locales. El gueto solo existió hasta septiembre de 1942. Fue el lugar donde se ubicó uno de los primeros y posiblemente el primer levantamiento en un gueto judío después de la invasión nazi-soviética de Polonia.

## Historia
La ciudad recibió una carta municipal de los príncipes Radziwiłł en 1608. Los primeros judíos se establecieron en Łachwa, Polonia, después del levantamiento de Jmelnytsky (1648-1650). En 1795 había 157 ciudadanos judíos que pagaban impuestos en Łachwa; como la mayoría de sus habitantes. Las principales fuentes de ingresos fueron el comercio de productos agrícolas y de pesca, expandido a la producción de carne y cera, la confección y los servicios de transporte. Varias décadas después de la repartición de Polonia por Rusia, Prusia y Austria, la línea ferroviaria Vilna-Luninets-Rivne (Wilno-Łuniniec-Równe) se extendió hacía Lajva, ayudando a las economías locales a resistir la recesión. En 1897 había 1057 judíos en la ciudad.
Después de la reconstitución de la Polonia soberana en 1918, Łachwa se convirtió en parte del voivodato de Polesia en la macrorregión de Kresy. La vida cultural judía floreció. Había una biblioteca bien surtida, partidos políticos y organizaciones sionistas; la escuela de aprendizaje hebreo de Tarbut y la asociación de teatro en vivo. La población de Łachwa era 33 por ciento judía en 1921. Eliezer Lichtenstein fue el último rabino antes de la invasión soviética de Polonia en 1939.

### Gueto durante la Segunda Guerra Mundial y el desarrollo de la resistencia
Dos años después durante la Segunda Guerra Mundial, el 22 de junio de 1941, el ejército alemán ingresó en la zona de ocupación soviética con el nombre en clave de Operación Barbarroja, y dos semanas después, el 8 de julio de 1941, invadió la ciudad de Łachwa junto con todo el voivodato de Polesia de la República de Polonia. que se incorporó a la URSS en 1939 en medio de una atmósfera de terror. Durante el ataque alemán, muchos jóvenes judíos escaparon al este con el Ejército Rojo en retirada. Un Judenrat fue establecido por los alemanes, encabezado por un exlíder sionista, Dov Lopatyn. El rabino Hayyim Zalman Osherowitz fue arrestado por la policía. Su liberación fue asegurada más tarde, solo después del pago de un gran rescate.

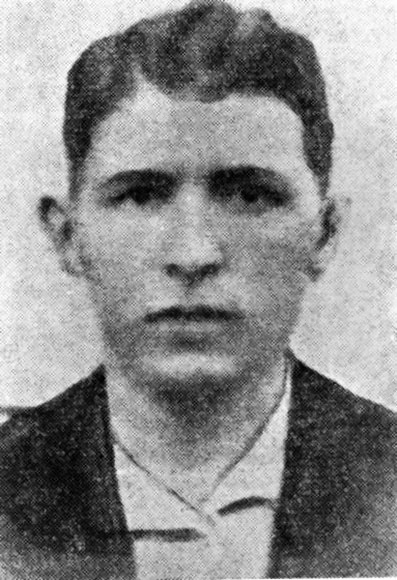
Yitzhak Rochzyn (o Icchak Rokchin), líder del metro del ghetto de Lachwa, comandante del levantamiento

El 1 de abril de 1942, los residentes judíos de la ciudad fueron trasladados a la fuerza a un nuevo gueto que consta de dos calles y 45 casas, y rodeado por una cerca de alambre de púas. El ghetto albergaba a aproximadamente 2,350 personas, lo que equivale a aproximadamente 1 metro cuadrado (11 pies cuadrados) por persona.
Las noticias de masacres, cometidas en toda la región por los Einsatzkommandos alemanes, pronto se extendieron a Łachwa. La juventud judía organizó una resistencia clandestina bajo el liderazgo de Isaac Rochczyn (también deletreado Yitzhak Rochzyn o Icchak Rokchin), el jefe del grupo local de Beitar. Con la ayuda de Judenrat, clandestinamente logró acumular hachas, cuchillos y barras de hierro, aunque los esfuerzos para asegurar las armas de fuego fueron en gran medida infructuosos.
Para agosto de 1942, los judíos en Łachwa sabían que los guetos cercanos en Łuniniec (Luninets) y Mikaszewicze (ahora Mikashevichy, Bielorrusia) habían sido liquidados. El 2 de septiembre de 1942, se informó a la población local que a algunos agricultores, convocados por los nazis, se les había ordenado excavar grandes pozos en las afueras de la ciudad. Más tarde, ese mismo día, 150 soldados alemanes de un escuadrón de exterminio de Einsatzgruppe con 200 auxiliares locales de Bielorrusia y Ucrania rodearon el gueto. Rochczyn y la resistencia querían atacar la cerca del gueto a medianoche para permitir que la población huyera, pero otros se negaron a abandonar a los ancianos y los niños. Lopatyn pidió que el ataque fuera pospuesto hasta la mañana.

## Levantamiento y masacre
El 3 de septiembre de 1942, los alemanes informaron a Dov Lopatyn que el gueto debía ser liquidado, y ordenó a los habitantes del gueto que se reunieran para la "deportación". Para asegurar la cooperación de los líderes del gueto, los alemanes prometieron que los miembros de Judenrat, el médico del gueto y los 30 trabajadores (a quienes Lopatyn podría elegir personalmente) se librarían. Lopatyn rechazó la oferta y, según se informa, respondió: "O todos vivimos o todos morimos".
Cuando los alemanes entraron en el gueto, Lopatyn incendió el cuartel general de Judenrat, que era la señal para comenzar el levantamiento. Otros edificios también fueron incendiados. Los miembros del movimiento de resistencia del gueto atacaron a los alemanes cuando entraron al gueto, usando hachas, palos, cócteles molotov y sus propias manos. Se cree que esta batalla representa el primer levantamiento en un gueto, durante la guerra. Aproximadamente 650 judíos fueron asesinados en la lucha o en las llamas, y otros 500 o más fueron llevados a los pozos y fusilados. También murieron seis soldados alemanes y ocho policías alemanes y ucranianos (o bielorrusos). Se rompió la cerca del gueto y aproximadamente 1000 judíos pudieron escapar, de los cuales unos 600 pudieron refugiarse en los pantanos de Prypeć (Pripet). Rochczyn fue baleado y muerto cuando saltó al río Smierc, luego de matar a un soldado alemán con un hacha en la cabeza. Aunque se estima que 120 de los fugitivos pudieron unirse a las unidades partidistas, la mayoría de los demás finalmente fueron localizados y asesinados. Aproximadamente 90 residentes del gueto sobrevivieron a la guerra. Dov Lopatyn se unió a una unidad partidista comunista y murió el 21 de febrero de 1944 al pisar una mina terrestre.

### Consecuencias
El Ejército Rojo llegó a Łachwa a mediados de julio de 1944 durante la Operación Bagration. Después de que terminó la Segunda Guerra Mundial, las fronteras de Polonia se volvieron a demarcar, según las demandas hechas por Iósif Stalin durante la Conferencia de Teherán, confirmada (como no negociable) en la Conferencia de Yalta de 1945. Lajva (en alfabeto cirílico: Лахва) se incorporó luego a la RSS de Bielorrusia de la Unión Soviética. La población polaca fue expulsada y reasentada por la fuerza dentro de las nuevas fronteras de Polonia antes de finales de 1946. La comunidad judía nunca fue restaurada. Desde la disolución de la Unión Soviética en 1991, Lajva ha sido una de las ciudades más pequeñas en el distrito de Luninets, en la región de Brest, en la actual Bielorrusia.